# Fumio Hayashi
Fumio Hayashi (林 文夫, Hayashi Fumio, né le 18 avril 1952) est un économiste japonais, professeur à l'université Hitotsubashi à Tokyo. L'un des économistes japonais les plus influents, Hayashi a reçu le premier prix Nakahara en 1995.
Il est notamment connu pour son article sur le Q de Tobin paru en 1982 dans la revue Econometrica.
Hayashi obtient son Bachelor of Arts de l'université de Tokyo et son Ph.D. de l'université Harvard en 1980. Il a enseigné aux universités de Northwestern, de Tsukuba, d'Osaka, de Pennsylvanie et de Columbia.

## Publications

### Ouvrage
- (en) Fumio Hayashi, Econometrics, Princeton University Press, 2000, 690 p.

### Articles
- (en) Fumio Hayashi, « Tobin's Marginal q and Average q: A Neoclassical Interpretation », Econometrica, The Econometric Society, vol. 50, no 1,‎ janvier 1982, p. 213-224 (JSTOR 1912538)
- (en) Fumio Hayashi et Edward Prescott, « The 1990s in Japan: A lost decade », Review of Economic Dynamics, vol. 5, no 1,‎ 2002, p. 206-235

## Distinctions
- 1995 : prix Nakahara[2]
- 2001 : Prix de l'Académie du Japon[3]